# Macrocera flavithorax
Macrocera flavithorax är en tvåvingeart som beskrevs av Freeman 1951. Macrocera flavithorax ingår i släktet Macrocera och familjen platthornsmyggor. Inga underarter finns listade i Catalogue of Life.